# Niels Brinck
Niels Brinck, właśc. Niels Brinck Kristensen (ur. 24 września 1974 w Aarhus) – duński piosenkarz, reprezentant Danii w Konkursie Piosenki Eurowizji 2009.

## Życiorys
Urodził się w Aarhus. Od najmłodszych lat zajmował się muzyką. Debiutancki solowy album wydany w 2008, znalazł się na duńskiej liście „Top 10” najchętniej kupowanych płyt. Utwór „In the End I Started” w duecie z Marią Marcus posłużył jako piosenka przewodnia duńskiego serialu kryminalnego Anna Phil.
W 2009 wygrał Dansk Melodi Grand Prix z piosenką „Believe Again” i reprezentował Danię w 54. Konkursie Piosenki Eurowizji w Moskwie. 16 maja w finale zajął 13. miejsce z 74 punktami.